# Carlow–Kilkenny
Pour les articles homonymes, voir Carlow et Kilkenny (homonymie).
Carlow–Kilkenny est une circonscription électorale irlandaise. Elle permet d'élire cinq membres du Dáil Éireann, la chambre basse de l'Oireachtas, le parlement d'Irlande. L'élection se fait suivant un scrutin proportionnel plurinominal avec scrutin à vote unique transférable.

## Histoire et limites
Cette circonscription est utilisée depuis les élections générales de 1921 pour le second Dáil. Avant l'indépendance de l'Irlande, les élections au Parlement britannique se déroulaient dans trois circonscriptions à un seul siège, connues sous les noms de Calow, Kilkenny North et Kilkenny South, et ce sont ces trois circonscriptions qui ont élu les membres du First Dáil. Carlow-Kilkenny n’existait pas entre 1937 et 1948, période à laquelle elle est remplacée par les circonscriptions de Carlow-Kildare et Kilkenny.
La circonscription couvre la totalité du comté de Kilkenny et la plus grande partie du comté de Carlow (dont une petite partie est située dans la circonscription de Wicklow), et englobe les villes de Kilkenny, Carlow, Urlingford, Tullow et Muine Bheag.

### Depuis 2020
Depuis les élections générales de 2020, la circonscription couvre toute la zone du comté de Kilkenny et toute la zone du comté de Carlow.
Le Electoral (Amendment) (Dáil Constituencies) Act 2017 (modification de 2017 de la loi électorale) définit la circonscription comme suit : « Le comté de Carlow et le comté de Kilkenny »

## Députés

### 1921–1937
Note : Les colonnes de ce tableau sont utilisées uniquement à des fins de présentation et aucune importance ne doit être attachée à l'ordre des colonnes. Pour plus de détails sur l'ordre dans lequel les sièges ont été remportés à chaque élection, voir les résultats détaillés de cette élection.

### Depuis 1948
Note : Les colonnes de ce tableau sont utilisées uniquement à des fins de présentation et aucune importance ne doit être attachée à l'ordre des colonnes. Pour plus de détails sur l'ordre dans lequel les sièges ont été remportés à chaque élection, voir les résultats détaillés de cette élection.
|}Note : Les colonnes de ce tableau sont utilisées uniquement à des fins de présentation et aucune importance ne doit être attachée à l'ordre des colonnes. Pour plus de détails sur l'ordre dans lequel les sièges ont été remportés à chaque élection, voir les résultats détaillés de cette élection.

## Élections

### 2020 élections générales
| Parti                                                                                      | Parti                           | Candidat                  | %     | Comptage | Comptage | Comptage | Comptage | Comptage | Comptage | Comptage | Comptage | Comptage | Comptage |
| Parti                                                                                      | Parti                           | Candidat                  | %     | 1        | 2        | 3        | 4        | 5        | 6        | 7        | 8        | 9        | 10       |
| ------------------------------------------------------------------------------------------ | ------------------------------- | ------------------------- | ----- | -------- | -------- | -------- | -------- | -------- | -------- | -------- | -------- | -------- | -------- |
|                                                                                            | Sinn Féin                       | Kathleen Funchion         | 23,75 | 17 493   |          |          |          |          |          |          |          |          |          |
|                                                                                            | Fianna Fáil                     | John McGuinness           | 14,34 | 10 558   | 11 021   | 11 298   | 11 622   | 12 201   | 12 612   |          |          |          |          |
|                                                                                            | Fianna Fáil                     | Jennifer Murnane O'Connor | 12,70 | 9 351    | 9 723    | 9 895    | 10 093   | 10 253   | 10 333   | 10 761   | 12 839   |          |          |
|                                                                                            | Fine Gael                       | John Paul Phelan          | 8,69  | 6 396    | 6 498    | 6 547    | 6 752    | 6 975    | 9 429    | 9 548    | 13 172   |          |          |
|                                                                                            | Parti vert                      | Malcolm Noonan            | 6,71  | 4 942    | 5 504    | 5 647    | 6 207    | 7 078    | 7 313    | 9 408    | 9 891    | 10 331   | 10 543   |
|                                                                                            | Fianna Fáil                     | Bobby Aylward             | 10,25 | 7 550    | 7 791    | 7 920    | 8 124    | 8 408    | 8 642    | 8 819    | 9 174    | 9 632    | 9 985    |
|                                                                                            | Fine Gael                       | Pat Deering               | 8,05  | 5 929    | 6 037    | 6 137    | 6 323    | 6 420    | 6 995    | 7 143    |          |          |          |
|                                                                                            | Solidarity–People Before Profit | Adrienne Wallace          | 2,12  | 1 558    | 3 350    | 3 769    | 4 059    | 4 776    | 4 823    |          |          |          |          |
|                                                                                            | Fine Gael                       | Patrick O'Neill           | 4,99  | 3 674    | 3 723    | 3 776    | 3 943    | 4 186    |          |          |          |          |          |
|                                                                                            | Indépendant                     | Alan Hayes                | 3,19  | 2 347    | 2 951    | 3 383    | 3 710    |          |          |          |          |          |          |
|                                                                                            | Parti travailliste              | Denis Hynes               | 3,00  | 2 208    | 2 610    | 2 712    |          |          |          |          |          |          |          |
|                                                                                            | Renua                           | Helena Byrne              | 1,35  | 992      | 1 164    |          |          |          |          |          |          |          |          |
|                                                                                            | Irish Freedom                   | Melissa O'Neill           | 0,59  | 431      | 666      |          |          |          |          |          |          |          |          |
|                                                                                            | Indépendant                     | Angela Ray                | 0,29  | 214      | 331      |          |          |          |          |          |          |          |          |
| Électorat : 114 343 Valide : 73 643 Non valide : 546 Quota : 12 274 Participation : 64,88% |                                 |                           |       |          |          |          |          |          |          |          |          |          |          |

1. ↑  People Before Profit  Solidarity and RISE are contesting this election as Solidarity–People Before Profit  so candidates appear on the ballot under this name, Wallace is a member of People Before Profit,

### 2016 élections générales
| Parti | Parti              | Candidat                  | %    | Comptage | Comptage | Comptage | Comptage | Comptage | Comptage | Comptage | Comptage | Comptage | Comptage | Comptage |
| Parti | Parti              | Candidat                  | %    | 1        | 2        | 3        | 4        | 5        | 6        | 7        | 8        | 9        | 10       | 11       |
| --- | ------------------ | ------------------------- | ---- | -------- | -------- | -------- | -------- | -------- | -------- | -------- | -------- | -------- | -------- | -------- |
| | Fianna Fáil        | John McGuinness           | 15,0 | 10 528   | 10 545   | 10 823   | 10 886   | 10 965   | 11 490   | 11 903   |          |          |          |          |
| | Fine Gael          | John Paul Phelan          | 10,8 | 7 568    | 7 577    | 7 689    | 7 713    | 7 768    | 8 080    | 8 420    | 8 450    | 10 222   | 14 200   |          |
| | Sinn Féin          | Kathleen Funchion         | 12,4 | 8 700    | 8 838    | 8 891    | 9 094    | 9 856    | 10 228   | 10 934   | 10 970   | 11 516   | 11 720   |          |
| | Fianna Fáil        | Bobby Aylward             | 13,4 | 9 366    | 9 375    | 9 469    | 9 491    | 9 549    | 9 803    | 9 956    | 10 030   | 10 634   | 11 077   | 11 335   |
| | Fine Gael          | Pat Deering               | 9,4  | 6 562    | 6 580    | 6 606    | 6 623    | 6 693    | 6 829    | 6 937    | 6 940    | 7 675    | 8 935    | 11 149   |
| | Fianna Fáil        | Jennifer Murnane O'Connor | 12,0 | 8 373    | 8 436    | 8 502    | 8 540    | 8 745    | 8 919    | 9 023    | 9 049    | 9 371    | 9 459    | 9 518    |
| | Fine Gael          | David Fitzgerald          | 7,2  | 5 017    | 5 021    | 5 094    | 5 106    | 5 122    | 5 355    | 5 686    | 5 721    | 6 588    |          |          |
| | Parti travailliste | Ann Phelan                | 6,3  | 4 391    | 4 396    | 4 442    | 4 465    | 4 548    | 4 740    | 5 566    | 5 596    |          |          |          |
| | Parti vert         | Malcolm Noonan            | 3,7  | 2 621    | 2 655    | 2 717    | 2 816    | 3 208    | 3 660    |          |          |          |          |          |
| | Renua              | Patrick McKee             | 3,5  | 2 483    | 2 511    | 2 656    | 2 752    | 3 005    |          |          |          |          |          |          |
| | AAA–PBP            | Adrienne Wallace          | 2,3  | 1 582    | 1 728    | 1 769    | 2 342    |          |          |          |          |          |          |          |
| | AAA–PBP            | Conor MacLiam             | 1,6  | 1 120    | 1 179    | 1 231    | 2 656    |          |          |          |          |          |          |          |
| | Sans étiquette     | Paddy Manning             | 1,5  | 1 078    | 1 142    |          |          |          |          |          |          |          |          |          |
| | Sans étiquette     | Keith Gilligan            | 0,7  | 456      |          |          |          |          |          |          |          |          |          |          |
| | Sans étiquette     | Noel G, Walsh             | 0,2  | 164      |          |          |          |          |          |          |          |          |          |          |
| Électorat : 107 023 Valide : 70 009 Non valide : 505 (0,7%) Quota : 11 669 Participation : 70 514 (65,9%) |                    |                           |      |          |          |          |          |          |          |          |          |          |          |          |

### 2015 élection partielle
| Parti | Parti                   | Candidat            | %    | Comptage | Comptage | Comptage | Comptage | Comptage | Comptage | Comptage | Comptage | Comptage |
| Parti | Parti                   | Candidat            | %    | 1        | 2        | 3        | 4        | 5        | 6        | 7        | 8        | 9        |
| --- | ----------------------- | ------------------- | ---- | -------- | -------- | -------- | -------- | -------- | -------- | -------- | -------- | -------- |
| | Fianna Fáil             | Bobby Aylward       | 27,8 | 18 572   | 18 713   | 18 845   | 19 223   | 19 480   | 19 898   | 20 950   | 22 826   | 26 529   |
| | Fine Gael               | David Fitzgerald    | 20,6 | 13 744   | 13 826   | 13 895   | 14 174   | 14 289   | 15 058   | 16 612   | 18 875   | 21 632   |
| | Sinn Féin               | Kathleen Funchion   | 16,2 | 10 806   | 11 006   | 11 501   | 11 974   | 13 113   | 13 879   | 14 632   | 16 437   |          |
| | Renua                   | Patrick McKee       | 9,5  | 6 365    | 6 530    | 6 736    | 7 225    | 7 678    | 8 532    | 9 269    |          |          |
| | Parti travailliste      | Willie Quinn        | 7,0  | 4 673    | 4 803    | 4 853    | 4 954    | 5 252    | 5 775    |          |          |          |
| | Parti vert              | Malcolm Noonan      | 5,3  | 3 549    | 3 651    | 3 836    | 4 257    | 4 528    |          |          |          |          |
| | People Before Profit    | Adrienne Wallace    | 3,6  | 2 377    | 2 644    | 3 256    | 3 640    |          |          |          |          |          |
| | Sans étiquette          | Breda Gardner       | 4,2  | 2 792    | 3 016    | 3 226    |          |          |          |          |          |          |
| | Anti-Austerity Alliance | Conor MacLiam       | 3,3  | 2 194    | 2 296    |          |          |          |          |          |          |          |
| | Sans étiquette          | Peter O'Loughlin    | 1,4  | 930      |          |          |          |          |          |          |          |          |
| | Sans étiquette          | Daithí Holohan      | 0,6  | 374      |          |          |          |          |          |          |          |          |
| | Sans étiquette          | Noel Walsh          | 0,4  | 243      |          |          |          |          |          |          |          |          |
| | Sans étiquette          | Elizabeth Hourihane | 0,3  | 215      |          |          |          |          |          |          |          |          |
| Électorat : 105 449 Valide : 66 834 Non valide : 2 066 (3,0%) Quota : 33 418 Participation : 68 900 (65,3%) |                         |                     |      |          |          |          |          |          |          |          |          |          |

### 2011  élections générales
| Parti | Parti              | Candidat                  | %    | Comptage | Comptage | Comptage | Comptage | Comptage | Comptage | Comptage | Comptage | Comptage | Comptage | Comptage | Comptage | Comptage |
| Parti | Parti              | Candidat                  | %    | 1        | 2        | 3        | 4        | 5        | 6        | 7        | 8        | 9        | 10       | 11       | 12       | 13       |
| --- | ------------------ | ------------------------- | ---- | -------- | -------- | -------- | -------- | -------- | -------- | -------- | -------- | -------- | -------- | -------- | -------- | -------- |
| | Parti travailliste | Ann Phelan                | 10,9 | 8 072    | 8 085    | 8 098    | 8 125    | 8 153    | 8 171    | 8 526    | 9 062    | 9 186    | 11 633   | 12 066   | 14 160   |          |
| | Fianna Fáil        | John McGuinness           | 12,9 | 9 531    | 9 543    | 9 548    | 9 583    | 9 595    | 9 612    | 9 767    | 9 939    | 9 999    | 10 108   | 11 805   | 12 630   |          |
| | Fine Gael          | John Paul Phelan          | 14,8 | 10 929   | 10 939   | 10 949   | 10 975   | 10 993   | 11 017   | 11 183   | 11 416   | 11 467   | 11 579   | 11 711   | 12 217   | 12 574   |
| | Fine Gael          | Phil Hogan                | 14,3 | 10 525   | 10 537   | 10 540   | 10 558   | 10 565   | 10 587   | 10 772   | 10 934   | 10 968   | 11 120   | 11 207   | 11 770   | 11 997   |
| | Fine Gael          | Pat Deering               | 10,1 | 7 470    | 7 474    | 7 483    | 7 491    | 7 502    | 7 597    | 7 654    | 7 964    | 8 238    | 8 908    | 9 967    | 10 335   | 10 486   |
| | Fianna Fáil        | Bobby Aylward             | 9,2  | 6 762    | 6 772    | 6 775    | 6 786    | 6 796    | 6 797    | 6 867    | 6 928    | 6 961    | 7 005    | 8 068    | 8 469    | 8 610    |
| | Sinn Féin          | Kathleen Funchion         | 5,5  | 4 075    | 4 089    | 4 101    | 4 121    | 4 144    | 4 162    | 4 462    | 4 573    | 6 458    | 6 759    | 7 091    |          |          |
| | Fianna Fáil        | Jennifer Murnane-O'Connor | 6,0  | 4 428    | 4 431    | 4 434    | 4 435    | 4 453    | 4 493    | 4 533    | 4 758    | 5 065    | 5 636    |          |          |          |
| | Parti travailliste | Des Hurley                | 5,3  | 3 908    | 3 910    | 3 919    | 3 928    | 3 952    | 3 978    | 4 091    | 4 298    | 4 683    |          |          |          |          |
| | Sinn Féin          | John Cassin               | 4,0  | 2 958    | 2 959    | 2 966    | 2 970    | 3 003    | 3 034    | 3 216    | 3 314    |          |          |          |          |          |
| | Parti vert         | Mary White                | 2,8  | 2 072    | 2 077    | 2 082    | 2 098    | 2 106    | 2 135    | 2 278    |          |          |          |          |          |          |
| | Socialist Party    | Conor MacLiam             | 1,5  | 1 135    | 1 144    | 1 157    | 1 179    | 1 200    | 1 217    |          |          |          |          |          |          |          |
| | Sans étiquette     | Stephen Kelly             | 0,8  | 601      | 625      | 646      | 681      | 734      | 820      |          |          |          |          |          |          |          |
| | Sans étiquette     | Johnny Couchman           | 0,5  | 384      | 390      | 410      | 423      | 471      |          |          |          |          |          |          |          |          |
| | Sans étiquette     | John O'Hara               | 0,3  | 253      | 270      | 327      | 345      |          |          |          |          |          |          |          |          |          |
| | Sans étiquette     | Raemie Leahy              | 0,3  | 256      | 272      | 277      |          |          |          |          |          |          |          |          |          |          |
| | Sans étiquette     | David Murphy              | 0,3  | 195      | 207      |          |          |          |          |          |          |          |          |          |          |          |
| | Sans étiquette     | Noel Walshe               | 0,2  | 119      |          |          |          |          |          |          |          |          |          |          |          |          |
| | Sans étiquette     | John Dalton               | 0,1  | 70       |          |          |          |          |          |          |          |          |          |          |          |          |
| Électorat : 105 449 Valide : 73 743 Non valide : 821 (1,1%) Quota : 12 291 Participation : 74 564 (70,7%) |                    |                           |      |          |          |          |          |          |          |          |          |          |          |          |          |          |

### 2007  élections générales
| Parti | Parti                    | Candidat          | %    | Comptage | Comptage | Comptage | Comptage | Comptage | Comptage | Comptage | Comptage | Comptage |
| Parti | Parti                    | Candidat          | %    | 1        | 2        | 3        | 4        | 5        | 6        | 7        | 8        | 9        |
| --- | ------------------------ | ----------------- | ---- | -------- | -------- | -------- | -------- | -------- | -------- | -------- | -------- | -------- |
| | Fianna Fáil              | John McGuinness   | 17,2 | 11 635   |          |          |          |          |          |          |          |          |
| | Fianna Fáil              | Bobby Aylward     | 17,1 | 11 600   |          |          |          |          |          |          |          |          |
| | Fine Gael                | Phil Hogan        | 12,7 | 8 569    | 8 673    | 8 725    | 8 751    | 9 056    | 9 543    | 11 360   |          |          |
| | Fianna Fáil              | M, J, Nolan       | 13,4 | 9 037    | 9 481    | 9 693    | 9 901    | 10 350   | 10 457   | 11 136   | 12 593   |          |
| | Parti vert               | Mary White        | 8,0  | 5 386    | 5 533    | 5 560    | 5 573    | 6 266    | 6 695    | 7 405    | 9 883    | 10 464   |
| | Fine Gael                | John Paul Phelan  | 9,6  | 6 494    | 6 548    | 6 568    | 6 604    | 6 841    | 7 361    | 8 170    | 9 499    | 9 815    |
| | Parti travailliste       | Jim Townsend      | 5,0  | 3 401    | 3 529    | 3 534    | 3 536    | 3 732    | 5 285    | 6 389    |          |          |
| | Fine Gael                | Fergal Browne     | 7,3  | 4 948    | 5 084    | 5 087    | 5 092    | 5 190    | 5 226    |          |          |          |
| | Parti travailliste       | Michael O'Brien   | 4,3  | 2 923    | 2 939    | 2 957    | 2 972    | 3 304    |          |          |          |          |
| | Sinn Féin                | Kathleen Funchion | 3,8  | 2 568    | 2 597    | 2 619    | 2 638    |          |          |          |          |          |
| | Démocrates progressistes | Walter Lacey      | 1,6  | 1 073    |          |          |          |          |          |          |          |          |
| Électorat : 102 016 Valide : 67 654 Non valide : 705 (1,0%) Quota : 11 276 Participation : 68 359 (67,0%) |                          |                   |      |          |          |          |          |          |          |          |          |          |

### 2002  élections générales
En 2002, Séamus Pattison, le Ceann Comhairle sortant du Dáil Éireann a été automatiquement renvoyé en raison de ses fonctions.
| Parti | Parti              | Candidat             | %    | Comptage               | Comptage | Comptage | Comptage | Comptage | Comptage | Comptage | Comptage |
| Parti | Parti              | Candidat             | %    | 1                      | 2        | 3        | 4        | 5        | 6        | 7        | 8        |
| --- | ------------------ | -------------------- | ---- | ---------------------- | -------- | -------- | -------- | -------- | -------- | -------- | -------- |
| | Ceann Comhairle    | Séamus Pattison      | N/A  | Automatically returned |          |          |          |          |          |          |          |
| | Fianna Fáil        | Liam Aylward         | 20,5 | 12 489                 |          |          |          |          |          |          |          |
| | Fine Gael          | Phil Hogan           | 12,9 | 7 841                  | 7 852    | 8 074    | 8 239    | 8 903    | 12 238   |          |          |
| | Fianna Fáil        | John McGuinness      | 15,4 | 9 343                  | 9 371    | 9 657    | 10 085   | 10 527   | 10 654   | 10 878   | 12 111   |
| | Fianna Fáil        | M, J, Nolan          | 14,3 | 8 711                  | 8 772    | 8 887    | 9 140    | 9 204    | 9 832    | 9 895    | 11 009   |
| | Parti travailliste | Jim Townsend         | 7,0  | 4 272                  | 4 330    | 4 415    | 4 568    | 6 625    | 7 646    | 7 653    | 10 615   |
| | Parti vert         | Mary White           | 8,2  | 4 961                  | 5 003    | 5 401    | 6 055    | 6 696    | 7 329    | 7 355    |          |
| | Fine Gael          | Fergal Browne        | 8,9  | 5 468                  | 5 530    | 5 670    | 5 762    | 5 894    |          |          |          |
| | Parti travailliste | Michael O'Brien      | 6,1  | 3 732                  | 3 739    | 3 946    | 4 220    |          |          |          |          |
| | Sinn Féin          | Tom Kiernan          | 3,4  | 2 078                  | 2 098    | 2 216    |          |          |          |          |          |
| | Sans étiquette     | Eddie Collins Hughes | 2,6  | 1 614                  | 1 644    |          |          |          |          |          |          |
| | Sans étiquette     | Billy Nolan          | 0,6  | 335                    |          |          |          |          |          |          |          |
| Électorat : 97 071 Valide : 60 844 Non valide : 844 (1,4%) Quota : 12 169 Participation : 61 688 (63,5%) |                    |                      |      |                        |          |          |          |          |          |          |          |

### 1997  élections générales
| Parti                                                                                                   | Parti                    | Candidat        | %    | Comptage | Comptage | Comptage | Comptage | Comptage | Comptage | Comptage | Comptage |
| Parti                                                                                                   | Parti                    | Candidat        | %    | 1        | 2        | 3        | 4        | 5        | 6        | 7        | 8        |
| --- | ------------------------ | --------------- | ---- | -------- | -------- | -------- | -------- | -------- | -------- | -------- | -------- |
| | Fianna Fáil              | Liam Aylward    | 21,0 | 11 849   |          |          |          |          |          |          |          |
| | Fine Gael                | Phil Hogan      | 17,1 | 9 642    |          |          |          |          |          |          |          |
| | Fine Gael                | John Browne     | 12,1 | 6 834    | 6 921    | 6 974    | 7 075    | 7 774    | 7 930    | 8 444    | 9 378    |
| | Fianna Fáil              | John McGuinness | 10,6 | 5 990    | 7 252    | 7 322    | 7 447    | 7 483    | 7 496    | 8 776    | 9 310    |
| | Parti travailliste       | Séamus Pattison | 9,9  | 5 578    | 5 746    | 5 784    | 5 860    | 7 425    | 7 467    | 7 782    | 9 026    |
| | Fianna Fáil              | M, J, Nolan     | 10,6 | 5 975    | 6 462    | 6 568    | 6 663    | 7 033    | 7 036    | 7 897    | 8 548    |
| | Parti vert               | Mary White      | 5,5  | 3 116    | 3 197    | 3 242    | 3 501    | 3 742    | 3 750    | 4 253    |          |
| | Démocrates progressistes | Jim Gibbons Jnr | 5,6  | 3 184    | 3 468    | 3 501    | 3 623    | 3 738    | 3 749    |          |          |
| | Parti travailliste       | Jim Townsend    | 5,3  | 2 995    | 3 007    | 3 073    | 3 102    |          |          |          |          |
| | National Party           | Michael Quinn   | 1,5  | 870      | 883      | 900      |          |          |          |          |          |
| | Sans étiquette           | Billy Nolan     | 0,7  | 416      | 462      |          |          |          |          |          |          |
| Électorat : 85 096 Valide : 56 449 Non valide : 691 (1,2%) Quota : 9 409 Participation : 57 140 (67,2%) |                          |                 |      |          |          |          |          |          |          |          |          |

### 1992  élections générales
| Parti                                                                                                   | Parti              | Candidat        | %    | Comptage | Comptage | Comptage | Comptage | Comptage | Comptage |
| Parti                                                                                                   | Parti              | Candidat        | %    | 1        | 2        | 3        | 4        | 5        | 6        |
| --- | ------------------ | --------------- | ---- | -------- | -------- | -------- | -------- | -------- | -------- |
| | Parti travailliste | Séamus Pattison | 24,6 | 13 713   |          |          |          |          |          |
| | Fianna Fáil        | Liam Aylward    | 20,3 | 11 331   |          |          |          |          |          |
| | Fine Gael          | Phil Hogan      | 11,8 | 6 573    | 7 686    | 7 804    | 8 003    | 9 497    |          |
| | Fine Gael          | John Browne     | 11,6 | 6 471    | 7 273    | 7 319    | 7 375    | 8 003    | 9 227    |
| | Fianna Fáil        | M, J, Nolan     | 12,9 | 7 195    | 7 605    | 7 878    | 8 399    | 8 402    | 8 965    |
| | Fianna Fáil        | Kevin Fennelly  | 7,3  | 4 059    | 4 532    | 5 781    | 6 578    | 6 815    | 7 637    |
| | Sans étiquette     | Miriam Hogan    | 4,7  | 2 596    | 3 602    | 3 676    | 3 883    | 4 111    |          |
| | Fine Gael          | Andy Cotterell  | 4,2  | 2 358    | 2 721    | 2 795    | 2 823    |          |          |
| | Fianna Fáil        | Evelyn White    | 2,6  | 1 462    | 1 714    | 1 917    |          |          |          |
| Électorat : 81 377 Valide : 55 758 Non valide : 793 (1,4%) Quota : 9 294 Participation : 56 551 (69,5%) |                    |                 |      |          |          |          |          |          |          |

### 1989  élections générales
| Parti                                                                                                   | Parti                            | Candidat        | %    | Comptage | Comptage | Comptage | Comptage | Comptage | Comptage | Comptage |
| Parti                                                                                                   | Parti                            | Candidat        | %    | 1        | 2        | 3        | 4        | 5        | 6        | 7        |
| --- | -------------------------------- | --------------- | ---- | -------- | -------- | -------- | -------- | -------- | -------- | -------- |
| | Fianna Fáil                      | Liam Aylward    | 18,6 | 10 161   |          |          |          |          |          |          |
| | Parti travailliste               | Séamus Pattison | 17,6 | 9 599    |          |          |          |          |          |          |
| | Fine Gael                        | Phil Hogan      | 11,8 | 6 431    | 6 611    | 6 666    | 7 929    | 10 528   |          |          |
| | Fine Gael                        | John Browne     | 12   | 6 526    | 6 616    | 6 642    | 7 225    | 8 499    | 9 826    |          |
| | Fianna Fáil                      | M, J, Nolan     | 14,3 | 7 798    | 7 883    | 8 096    | 8 307    | 8 406    | 8 450    | 8 543    |
| | Fianna Fáil                      | Pat Millea      | 10,9 | 5 950    | 6 059    | 6 714    | 7 082    | 7 254    | 7 322    | 7 513    |
| | Fine Gael                        | Andy Cotterell  | 7,0  | 3 839    | 3 914    | 3 980    | 4 470    |          |          |          |
| | Démocrates progressistes         | Martin Gibbons  | 5,6  | 3 068    | 3 263    | 3 320    |          |          |          |          |
| | Parti des travailleurs d'Irlande | Liam Quigley    | 2,1  | 1 159    |          |          |          |          |          |          |
| Électorat : 79 073 Valide : 54 531 Non valide : 736 (1,3%) Quota : 9 089 Participation : 55 267 (69,9%) |                                  |                 |      |          |          |          |          |          |          |          |

### 1987  élections générales
| Parti                                                                  | Parti                            | Candidat        | %    | Comptage | Comptage | Comptage | Comptage | Comptage | Comptage | Comptage |
| Parti                                                                  | Parti                            | Candidat        | %    | 1        | 2        | 3        | 4        | 5        | 6        | 7        |
| ---------------------------------------------------------------------- | -------------------------------- | --------------- | ---- | -------- | -------- | -------- | -------- | -------- | -------- | -------- |
|                                                                        | Fianna Fáil                      | Liam Aylward    | 18,7 | 10 773   |          |          |          |          |          |          |
|                                                                        | Fianna Fáil                      | M, J, Nolan     | 16,2 | 9 319    | 9 529    | 9 634    |          |          |          |          |
|                                                                        | Parti travailliste               | Séamus Pattison | 12,8 | 7 358    | 7 423    | 8 061    | 8 418    | 8 962    | 10 347   |          |
|                                                                        | Fine Gael                        | Kieran Crotty   | 8,9  | 5 107    | 5 153    | 5 244    | 5 370    | 7 883    | 8 303    | 8 444    |
|                                                                        | Démocrates progressistes         | Martin Gibbons  | 7,8  | 4 511    | 4 569    | 4 766    | 6 782    | 7 353    | 8 113    | 8 322    |
|                                                                        | Fine Gael                        | Phil Hogan      | 9,4  | 5 376    | 5 406    | 5 479    | 5 593    | 6 700    | 7 420    |          |
|                                                                        | Fianna Fáil                      | Pat Millea      | 9,5  | 5 435    | 6 155    | 6 350    | 6 493    | 6 592    |          |          |
|                                                                        | Fine Gael                        | John Browne     | 7,6  | 4 390    | 4 409    | 4 445    | 5 221    |          |          |          |
|                                                                        | Démocrates progressistes         | Michael Kearns  | 6,2  | 3 552    | 3 566    | 3 675    |          |          |          |          |
|                                                                        | Parti des travailleurs d'Irlande | Joseph Butler   | 2,9  | 1 664    | 1 694    |          |          |          |          |          |
| Électorat : Valide : 57 485 Non valide : Quota : 9 581 Participation : |                                  |                 |      |          |          |          |          |          |          |          |

### Novembre 1982  élections générales
| Parti                                                                  | Parti                            | Candidat        | %    | Comptage | Comptage | Comptage | Comptage | Comptage | Comptage | Comptage | Comptage | Comptage | Comptage | Comptage |
| Parti                                                                  | Parti                            | Candidat        | %    | 1        | 2        | 3        | 4        | 5        | 6        | 7        | 8        | 9        | 10       | 11       |
| ---------------------------------------------------------------------- | -------------------------------- | --------------- | ---- | -------- | -------- | -------- | -------- | -------- | -------- | -------- | -------- | -------- | -------- | -------- |
|                                                                        | Fianna Fáil                      | Liam Aylward    | 16,6 | 9 291    | 9 297    | 9 336    |          |          |          |          |          |          |          |          |
|                                                                        | Fine Gael                        | Kieran Crotty   | 15,0 | 8 377    | 8 379    | 8 447    | 8 528    | 8 578    | 8 842    | 9 288    | 9 293    | 11 205   |          |          |
|                                                                        | Fine Gael                        | Dick Dowling    | 10,1 | 5 661    | 5 664    | 5 693    | 5 719    | 5 754    | 5 972    | 6 324    | 6 324    | 8 844    | 10 478   |          |
|                                                                        | Parti travailliste               | Séamus Pattison | 10,1 | 5 642    | 5 644    | 5 744    | 5 836    | 6 914    | 7 859    | 8 098    | 8 099    | 8 463    | 8 568    | 9 557    |
|                                                                        | Fianna Fáil                      | M, J, Nolan     | 12,5 | 6 998    | 7 006    | 7 178    | 7 660    | 7 977    | 8 134    | 8 390    | 8 397    | 8 818    | 8 847    | 8 940    |
|                                                                        | Fianna Fáil                      | Jim Gibbons     | 12,6 | 7 032    | 7 038    | 7 101    | 7 894    | 7 990    | 8 353    | 8 407    | 8 426    | 8 542    | 8 573    | 8 668    |
|                                                                        | Fine Gael                        | Joseph Manning  | 6,2  | 3 436    | 3 440    | 3 519    | 3 535    | 3 759    | 3 797    | 5 467    | 5 470    |          |          |          |
|                                                                        | Fine Gael                        | Harry Slattery  | 4,8  | 2 665    | 2 665    | 2 937    | 2 942    | 3 026    | 3 109    |          |          |          |          |          |
|                                                                        | Parti des travailleurs d'Irlande | Seán Walsh      | 3,9  | 2 189    | 2 193    | 2 298    | 2 343    | 2 390    |          |          |          |          |          |          |
|                                                                        | Parti travailliste               | Michael Meaney  | 3,3  | 1 869    | 1 870    | 1 950    | 1 962    |          |          |          |          |          |          |          |
|                                                                        | Fianna Fáil                      | Mick Lanigan    | 2,8  | 1 558    | 1 566    | 1 572    |          |          |          |          |          |          |          |          |
|                                                                        | Sans étiquette                   | Eileen Brophy   | 1,8  | 1 021    | 1 039    |          |          |          |          |          |          |          |          |          |
|                                                                        | Sans étiquette                   | Patrick Jones   | 0,1  | 65       |          |          |          |          |          |          |          |          |          |          |
| Électorat : Valide : 55 804 Non valide : Quota : 9 301 Participation : |                                  |                 |      |          |          |          |          |          |          |          |          |          |          |          |

### Février 1982  élections générales
| Parti                                                                                                   | Parti                          | Candidat          | %    | Comptage | Comptage | Comptage | Comptage | Comptage | Comptage | Comptage | Comptage | Comptage | Comptage | Comptage | Comptage |
| Parti                                                                                                   | Parti                          | Candidat          | %    | 1        | 2        | 3        | 4        | 5        | 6        | 7        | 8        | 9        | 10       | 11       | 12       |
| --- | ------------------------------ | ----------------- | ---- | -------- | -------- | -------- | -------- | -------- | -------- | -------- | -------- | -------- | -------- | -------- | -------- |
| | Fianna Fáil                    | Jim Gibbons       | 16,4 | 8 910    | 8 927    | 9 099    |          |          |          |          |          |          |          |          |          |
| | Fianna Fáil                    | Liam Aylward      | 16,3 | 8 844    | 8 853    | 8 966    | 9 478    |          |          |          |          |          |          |          |          |
| | Fine Gael                      | Kieran Crotty     | 14,5 | 7 869    | 7 878    | 7 898    | 7 995    | 8 026    | 8 150    | 8 387    | 8 747    | 12 154   |          |          |          |
| | Fine Gael                      | Desmond Governey  | 8,6  | 4 663    | 4 682    | 4 730    | 4 738    | 4 738    | 5 115    | 5 192    | 6 370    | 7 375    | 10 009   |          |          |
| | Parti travailliste             | Séamus Pattison   | 10,3 | 5 565    | 5 570    | 5 583    | 5 665    | 5 685    | 6 394    | 7 071    | 7 168    | 7 701    | 8 145    | 8 148    | 9 071    |
| | Fianna Fáil                    | Tom Nolan         | 12,0 | 6 529    | 6 542    | 6 885    | 7 048    | 7 401    | 7 560    | 7 840    | 8 025    | 8 129    | 8 158    | 8 207    | 8 246    |
| | Fine Gael                      | Dick Dowling      | 8,3  | 4 506    | 4 512    | 4 521    | 4 524    | 4 526    | 4 588    | 4 834    | 5 285    |          |          |          |          |
| | Fine Gael                      | Michael Deering   | 4,1  | 2 220    | 2 225    | 2 251    | 2 256    | 2 260    | 2 333    | 2 358    |          |          |          |          |          |
| | Sinn Féin - The Workers' Party | Seán Walsh        | 3,2  | 1 753    | 1 775    | 1 785    | 1 821    | 1 839    | 1 909    |          |          |          |          |          |          |
| | Parti travailliste             | Eileen Brophy     | 2,8  | 1 544    | 1 560    | 1 604    | 1 611    | 1 614    |          |          |          |          |          |          |          |
| | Fianna Fáil                    | John McGuinness   | 1,7  | 907      | 909      | 938      |          |          |          |          |          |          |          |          |          |
| | Fianna Fáil                    | Patrick Carpenter | 1,5  | 834      | 841      |          |          |          |          |          |          |          |          |          |          |
| | Sans étiquette                 | Peter McCormack   | 0,2  | 137      |          |          |          |          |          |          |          |          |          |          |          |
| Électorat : 72 148 Valide : 54 281 Non valide : 668 (1,2%) Quota : 9 047 Participation : 54 949 (76,2%) |                                |                   |      |          |          |          |          |          |          |          |          |          |          |          |          |

### 1981  élections générales
| Parti                                                                                                   | Parti                          | Candidat          | %    | Comptage | Comptage | Comptage | Comptage | Comptage | Comptage | Comptage | Comptage | Comptage | Comptage | Comptage |
| Parti                                                                                                   | Parti                          | Candidat          | %    | 1        | 2        | 3        | 4        | 5        | 6        | 7        | 8        | 9        | 10       | 11       |
| --- | ------------------------------ | ----------------- | ---- | -------- | -------- | -------- | -------- | -------- | -------- | -------- | -------- | -------- | -------- | -------- |
| | Fianna Fáil                    | Liam Aylward      | 16,6 | 9 374    | 9 569    |          |          |          |          |          |          |          |          |          |
| | Fine Gael                      | Kieran Crotty     | 14,6 | 8 285    | 8 324    | 8 334    | 8 487    | 9 267    | 9 271    | 9 577    |          |          |          |          |
| | Fine Gael                      | Desmond Governey  | 10,1 | 5 669    | 5 763    | 5 935    | 6 020    | 7 183    | 7 184    | 7 211    | 10 762   |          |          |          |
| | Parti travailliste             | Séamus Pattison   | 10,8 | 6 095    | 6 104    | 6 853    | 7 547    | 7 631    | 7 634    | 7 895    | 8 720    | 9 931    |          |          |
| | Fianna Fáil                    | Tom Nolan         | 12,7 | 7 080    | 7 563    | 7 659    | 7 760    | 7 892    | 7 935    | 8 623    | 8 713    | 8 762    | 8 834    | 8 883    |
| | Fianna Fáil                    | Jim Gibbons       | 10,9 | 6 177    | 6 298    | 6 318    | 6 490    | 6 540    | 6 626    | 8 164    | 8 478    | 8 581    | 8 731    | 8 860    |
| | Fine Gael                      | Dick Dowling      | 7,8  | 4 447    | 4 465    | 4 694    | 4 794    | 5 102    | 5 103    | 5 141    |          |          |          |          |
| | Fianna Fáil                    | Mick Lanigan      | 4,7  | 2 708    | 2 755    | 2 765    | 2 887    | 2 901    | 2 933    |          |          |          |          |          |
| | Fine Gael                      | John Browne       | 4,3  | 2 421    | 2 449    | 2 535    | 2 573    |          |          |          |          |          |          |          |
| | Sinn Féin - The Workers' Party | Seán Walsh        | 3,3  | 1 881    | 1 892    | 1 932    |          |          |          |          |          |          |          |          |
| | Parti travailliste             | Jim Townsend      | 2,1  | 1 178    | 1 189    |          |          |          |          |          |          |          |          |          |
| | Fianna Fáil                    | Patrick Carpenter | 1,9  | 1 176    |          |          |          |          |          |          |          |          |          |          |
| Électorat : 72 148 Valide : 56 435 Non valide : 798 (1,4%) Quota : 9 399 Participation : 57 233 (79,3%) |                                |                   |      |          |          |          |          |          |          |          |          |          |          |          |

### 1977  élections générales
| Parti                                                        | Parti                          | Candidat          | Première préférence | %    | Siège | Comptage |
| ------------------------------------------------------------ | ------------------------------ | ----------------- | ------------------- | ---- | ----- | -------- |
|                                                              | Fine Gael                      | Kieran Crotty     | 7 119               | 12,8 | 1     |          |
|                                                              | Fianna Fáil                    | Tom Nolan         | 8 376               | 15,1 | 2     |          |
|                                                              | Fianna Fáil                    | Jim Gibbons       | 8 143               | 14,7 | 3     |          |
|                                                              | Fianna Fáil                    | Liam Aylward      | 6 317               | 11,4 | 4     |          |
|                                                              | Parti travailliste             | Séamus Pattison   | 6 276               | 11,3 | 5     |          |
|                                                              | Fine Gael                      | Desmond Governey  | 5 990               | 10,8 |       |          |
|                                                              | Fianna Fáil                    | Mick Lanigan      | 4 126               | 7,4  |       |          |
|                                                              | Fianna Fáil                    | Patrick Carpenter | 2 673               | 4,8  |       |          |
|                                                              | Sinn Féin - The Workers' Party | Seán Walsh        | 1 666               | 3,0  |       |          |
|                                                              | Fine Gael                      | Thomas Coogan     | 1 510               | 2,7  |       |          |
|                                                              | Parti travailliste             | John McNally      | 1 430               | 2,6  |       |          |
|                                                              | Fine Gael                      | Peter O'Hanrahan  | 1 214               | 2,2  |       |          |
|                                                              | Sans étiquette                 | John Bolger       | 589                 | 1,1  |       |          |
| 'Électorat : ? Valide : 55 429 Quota : 9 239 Participation : |                                |                   |                     |      |       |          |

### 1973  élections générales
| Parti                                                        | Parti              | Candidat         | Première préférence | %    | Siège | Comptage |
| ------------------------------------------------------------ | ------------------ | ---------------- | ------------------- | ---- | ----- | -------- |
|                                                              | Fianna Fáil        | Tom Nolan        | 7 098               | 15,2 | 1     |          |
|                                                              | Fine Gael          | Kieran Crotty    | 7 343               | 15,7 | 2     |          |
|                                                              | Fine Gael          | Desmond Governey | 6 953               | 14,9 | 3     |          |
|                                                              | Parti travailliste | Séamus Pattison  | 5 300               | 11,3 | 4     |          |
|                                                              | Fianna Fáil        | Jim Gibbons      | 7 128               | 15,3 | 5     |          |
|                                                              | Fianna Fáil        | Bob Aylward      | 6 618               | 14,2 |       |          |
|                                                              | Fine Gael          | Thomas Coogan    | 2 362               | 5,1  |       |          |
|                                                              | Parti travailliste | John McManamy    | 1 488               | 3,2  |       |          |
|                                                              | Fine Gael          | Michael Wall     | 1 222               | 2,6  |       |          |
|                                                              | Fianna Fáil        | Liam Murphy      | 1 205               | 2,6  |       |          |
| 'Électorat : ? Valide : 46 717 Quota : 7 787 Participation : |                    |                  |                     |      |       |          |

### 1969  élections générales
| Parti                                                        | Parti              | Candidat         | Première préférence | %    | Siège | Comptage |
| ------------------------------------------------------------ | ------------------ | ---------------- | ------------------- | ---- | ----- | -------- |
|                                                              | Fianna Fáil        | Tom Nolan        | 8 090               | 17,6 | 1     | 1        |
|                                                              | Fianna Fáil        | Jim Gibbons      | 7 771               | 16,9 | 2     | 1        |
|                                                              | Fine Gael          | Kieran Crotty    | 5 863               | 12,7 | 3     |          |
|                                                              | Parti travailliste | Séamus Pattison  | 6 041               | 13,1 | 4     |          |
|                                                              | Fine Gael          | Desmond Governey | 6 146               | 13,3 | 5     |          |
|                                                              | Fianna Fáil        | Bob Aylward      | 6 273               | 13,6 |       |          |
|                                                              | Fine Gael          | James Keeffe     | 2 251               | 4,9  |       |          |
|                                                              | Parti travailliste | John McManamy    | 1 946               | 4,2  |       |          |
|                                                              | Fine Gael          | Thomas Hogan     | 1 692               | 3,7  |       |          |
| 'Électorat : ? Valide : 46 073 Quota : 7 679 Participation : |                    |                  |                     |      |       |          |

### 1965  élections générales
| Parti                                                        | Parti              | Candidat         | Première préférence | %    | Siège | Comptage |
| ------------------------------------------------------------ | ------------------ | ---------------- | ------------------- | ---- | ----- | -------- |
|                                                              | Fianna Fáil        | Tom Nolan        | 7 805               | 17,4 | 1     | 1        |
|                                                              | Fine Gael          | Patrick Crotty   | 6 114               | 13,7 | 2     |          |
|                                                              | Parti travailliste | Séamus Pattison  | 6 299               | 14,1 | 3     |          |
|                                                              | Fianna Fáil        | Jim Gibbons      | 5 865               | 13,1 | 4     |          |
|                                                              | Fine Gael          | Desmond Governey | 4 741               | 10,6 | 5     |          |
|                                                              | Fianna Fáil        | Bob Aylward      | 4 996               | 11,2 |       |          |
|                                                              | Fianna Fáil        | Martin Medlar    | 3 305               | 7,4  |       |          |
|                                                              | Parti travailliste | John Moriarty    | 2 767               | 6,2  |       |          |
|                                                              | Fine Gael          | Matthew Byrne    | 2 684               | 6,0  |       |          |
|                                                              | Sans étiquette     | Charles Cummins  | 175                 | 0,4  |       |          |
| 'Électorat : ? Valide : 44 751 Quota : 7 459 Participation : |                    |                  |                     |      |       |          |

### 1961  élections générales
| Parti                                                                   | Parti              | Candidat           | Première préférence | %    | Siège | Comptage |
| ----------------------------------------------------------------------- | ------------------ | ------------------ | ------------------- | ---- | ----- | -------- |
|                                                                         | Fine Gael          | Patrick Crotty     | 7 434               | 17,2 | 1     | 1        |
|                                                                         | Fine Gael          | Desmond Governey   | 5 343               | 12,4 | 2     |          |
|                                                                         | Fianna Fáil        | Martin Medlar      | 5 009               | 11,6 | 3     |          |
|                                                                         | Parti travailliste | Séamus Pattison    | 4 116               | 9,5  | 4     |          |
|                                                                         | Fianna Fáil        | Jim Gibbons        | 4 046               | 9,4  | 5     |          |
|                                                                         | Fianna Fáil        | Tom Nolan          | 4 666               | 10,8 |       |          |
|                                                                         | Fianna Fáil        | Patrick Teehan     | 3 072               | 7,1  |       |          |
|                                                                         | Sans étiquette     | John Moriarty      | 2 350               | 5,5  |       |          |
|                                                                         | Fianna Fáil        | Michael McGuinness | 2 056               | 4,8  |       |          |
|                                                                         | Fine Gael          | Francis O'Brien    | 1 891               | 4,4  |       |          |
|                                                                         | Parti travailliste | John Fahey         | 1 674               | 3,9  |       |          |
|                                                                         | Sans étiquette     | Kathleen Brady     | 1 484               | 3,4  |       |          |
| 'Électorat : 57 784 Valide : 43 141 Quota : 7 191 Participation : 74,6% |                    |                    |                     |      |       |          |

### 1960 élection partielle
À la suite du décès du député du Fine Gael Joseph Hughes, une élection partielle a eu lieu le 23 juin 1960. Le siège est remporté par le candidat du Fianna Fáil, Patrick Teehan.
| Parti                                                                    | Parti              | Candidat         | Première préférence | %    | Siège | Comptage |
| ------------------------------------------------------------------------ | ------------------ | ---------------- | ------------------- | ---- | ----- | -------- |
|                                                                          | Fianna Fáil        | Patrick Teehan   | 15 515              | 40,7 | 1     |          |
|                                                                          | Fine Gael          | Desmond Governey | 14 892              | 39,1 |       |          |
|                                                                          | Parti travailliste | Séamus Pattison  | 7 678               | 20,2 |       |          |
| 'Électorat : 55 848 Valide : 38 085 Quota : 19 043 Participation : 68,2% |                    |                  |                     |      |       |          |

### 1957  élections générales
| Parti                                                        | Parti              | Candidat          | Première préférence | %    | Siège | Comptage |
| ------------------------------------------------------------ | ------------------ | ----------------- | ------------------- | ---- | ----- | -------- |
|                                                              | Fianna Fáil        | Martin Medlar     | 9 447               | 22,1 | 1     | 1        |
|                                                              | Fine Gael          | Patrick Crotty    | 5 742               | 13,4 | 2     |          |
|                                                              | Fianna Fáil        | Jim Gibbons       | 5 761               | 13,5 | 3     |          |
|                                                              | Fianna Fáil        | Francis Humphreys | 5 738               | 13,4 | 4     |          |
|                                                              | Fine Gael          | Joseph Hughes     | 4 419               | 10,3 | 5     |          |
|                                                              | Fianna Fáil        | Patrick Teehan    | 3 042               | 7,1  |       |          |
|                                                              | Parti travailliste | Herbert Devoy     | 1 992               | 4,7  |       |          |
|                                                              | Fine Gael          | William Cotterell | 1 929               | 4,5  |       |          |
|                                                              | Parti travailliste | James Pattison    | 1 900               | 4,4  |       |          |
|                                                              | Parti travailliste | John Fahey        | 1 739               | 4,1  |       |          |
|                                                              | Clann na Poblachta | John Moriarty     | 1 037               | 2,4  |       |          |
| 'Électorat : ? Valide : 42 746 Quota : 7 125 Participation : |                    |                   |                     |      |       |          |

### 1956 élection partielle
Après la mort du député du Fianna Fáil Thomas Walsh, une élection partielle est organisée le 14 novembre 1956. Le siège est remporté par Martin Medlar, candidat du Fianna Fáil.
| Parti                                                                    | Parti              | Candidat        | Première préférence | %    | Siège | Comptage |
| ------------------------------------------------------------------------ | ------------------ | --------------- | ------------------- | ---- | ----- | -------- |
|                                                                          | Fianna Fáil        | Martin Medlar   | 23 782              | 57,8 | 1     | 1        |
|                                                                          | Fine Gael          | Thomas Fielding | 11 752              | 28,6 |       |          |
|                                                                          | Parti travailliste | Herbert Devoy   | 5 617               | 13,7 |       |          |
| 'Électorat : 58 216 Valide : 41 151 Quota : 20 576 Participation : 70,7% |                    |                 |                     |      |       |          |

### 1954  élections générales
| Parti                                                        | Parti              | Candidat          | Première préférence | %    | Siège | Comptage |
| ------------------------------------------------------------ | ------------------ | ----------------- | ------------------- | ---- | ----- | -------- |
|                                                              | Fianna Fáil        | Thomas Walsh      | 9 948               | 21,6 | 1     | 1        |
|                                                              | Fine Gael          | Patrick Crotty    | 8 492               | 18,4 | 2     | 1        |
|                                                              | Fine Gael          | Joseph Hughes     | 5 053               | 11,0 | 3     |          |
|                                                              | Fianna Fáil        | Thomas Derrig     | 6 164               | 13,4 | 4     |          |
|                                                              | Parti travailliste | James Pattison    | 5 522               | 12,0 | 5     |          |
|                                                              | Fianna Fáil        | Francis Humphreys | 5 216               | 11,3 |       |          |
|                                                              | Fine Gael          | Thomas Fielding   | 2 413               | 5,2  |       |          |
|                                                              | Sans étiquette     | William Nolan     | 2 248               | 4,9  |       |          |
|                                                              | Parti travailliste | Daniel Maguire    | 1 106               | 2,4  |       |          |
| 'Électorat : ? Valide : 46 162 Quota : 7 694 Participation : |                    |                   |                     |      |       |          |

### 1951  élections générales
| Parti                                                        | Parti              | Candidat          | Première préférence | %    | Siège | Comptage |
| ------------------------------------------------------------ | ------------------ | ----------------- | ------------------- | ---- | ----- | -------- |
|                                                              | Fianna Fáil        | Thomas Walsh      | 8 701               | 18,9 | 1     | 1        |
|                                                              | Fine Gael          | Patrick Crotty    | 7 901               | 17,2 | 2     | 1        |
|                                                              | Fianna Fáil        | Thomas Derrig     | 7 890               | 17,1 | 3     | 1        |
|                                                              | Fine Gael          | Joseph Hughes     | 5 132               | 11,1 | 4     |          |
|                                                              | Fianna Fáil        | Francis Humphreys | 5 758               | 12,5 | 5     |          |
|                                                              | Parti travailliste | James Pattison    | 4 551               | 9,9  |       |          |
|                                                              | Parti travailliste | Thomas Hayden     | 3 056               | 6,6  |       |          |
|                                                              | Fine Gael          | Thomas Fielding   | 1 703               | 3,7  |       |          |
|                                                              | Clann na Poblachta | P, Gleeson        | 1 384               | 3,0  |       |          |
| 'Électorat : ? Valide : 46 076 Quota : 7 680 Participation : |                    |                   |                     |      |       |          |

### 1948  élections générales
Le scrutin a été reporté en raison du décès du député sortant du Fine Gael Eamonn Coogan au cours de la campagne.
| Parti                                                                   | Parti                 | Candidat          | Première préférence | %    | Siège | Comptage |
| ----------------------------------------------------------------------- | --------------------- | ----------------- | ------------------- | ---- | ----- | -------- |
|                                                                         | Fianna Fáil           | Thomas Derrig     | 8 787               | 19,3 | 1     | 1        |
|                                                                         | Fine Gael             | Joseph Hughes     | 6 055               | 13,3 | 2     |          |
|                                                                         | Fine Gael             | Patrick Crotty    | 5 438               | 11,9 | 3     |          |
|                                                                         | National Labour Party | James Pattison    | 4 707               | 10,3 | 4     |          |
|                                                                         | Fianna Fáil           | Thomas Walsh      | 4 468               | 9,8  | 5     |          |
|                                                                         | Fianna Fáil           | Francis Humphreys | 4 301               | 9,4  |       |          |
|                                                                         | Clann na Poblachta    | M, J, Barry       | 2 797               | 6,1  |       |          |
|                                                                         | Parti travailliste    | Patrick Bergin    | 2 537               | 5,6  |       |          |
|                                                                         | Fine Gael             | David Burke       | 1 543               | 3,4  |       |          |
|                                                                         | Fianna Fáil           | Joseph Rice       | 1 506               | 3,3  |       |          |
|                                                                         | Clann na Poblachta    | Charles Sheehan   | 1 186               | 2,6  |       |          |
|                                                                         | Parti travailliste    | W, J, Cleere      | 991                 | 2,2  |       |          |
|                                                                         | Clann na Poblachta    | Patrick Gleeson   | 809                 | 1,8  |       |          |
|                                                                         | Sans étiquette        | Stephen Carroll   | 527                 | 1,2  |       |          |
| 'Électorat : 61 031 Valide : 45 652 Quota : 7 609 Participation : 74,8% |                       |                   |                     |      |       |          |

### 1933  élections générales
| Parti                                                        | Parti                 | Candidat           | Première préférence | %    | Siège | Comptage |
| ------------------------------------------------------------ | --------------------- | ------------------ | ------------------- | ---- | ----- | -------- |
|                                                              | Fianna Fáil           | Thomas Derrig      | 10 022              | 19,5 | 1     | 1        |
|                                                              | Cumann na nGaedheal   | Desmond FitzGerald | 6 078               | 11,9 | 2     |          |
|                                                              | Fianna Fáil           | Seán Gibbons       | 6 167               | 12,0 | 3     |          |
|                                                              | Parti travailliste    | James Pattison     | 6 833               | 13,3 | 4     |          |
|                                                              | National Centre Party | Richard Holohan    | 5 029               | 9,8  | 5     |          |
|                                                              | Fianna Fáil           | Francis Humphreys  | 5 614               | 11,0 |       |          |
|                                                              | Cumann na nGaedheal   | Edward Dundon      | 5 293               | 10,3 |       |          |
|                                                              | Cumann na nGaedheal   | Denis Gorey        | 4 801               | 9,4  |       |          |
|                                                              | Sans étiquette        | James Murphy       | 1 453               | 2,8  |       |          |
| 'Électorat : ? Valide : 51 290 Quota : 8 549 Participation : |                       |                    |                     |      |       |          |

### 1932  élections générales
| Parti                                                        | Parti               | Candidat           | Première préférence | %    | Siège | Comptage |
| ------------------------------------------------------------ | ------------------- | ------------------ | ------------------- | ---- | ----- | -------- |
|                                                              | Fianna Fáil         | Thomas Derrig      | 11 848              | 25,2 | 1     | 1        |
|                                                              | Cumann na nGaedheal | Desmond FitzGerald | 8 672               | 18,4 | 2     | 1        |
|                                                              | Fianna Fáil         | Seán Gibbons       | 4 749               | 10,1 | 3     |          |
|                                                              | Fianna Fáil         | Francis Humphreys  | 4 629               | 9,8  | 4     |          |
|                                                              | Cumann na nGaedheal | Denis Gorey        | 2 799               | 5,9  | 5     |          |
|                                                              | Cumann na nGaedheal | James Hughes       | 4 272               | 9,1  |       |          |
|                                                              | Parti travailliste  | James Pattison     | 4 105               | 8,7  |       |          |
|                                                              | Sans étiquette      | Richard Holohan    | 2 688               | 5,7  |       |          |
|                                                              | Sans étiquette      | Edward Doyle       | 2 540               | 5,4  |       |          |
|                                                              | Sans étiquette      | Thomas Bolger      | 718                 | 1,5  |       |          |
| 'Électorat : ? Valide : 47 020 Quota : 7 837 Participation : |                     |                    |                     |      |       |          |

### 1927 élection partielle
W, T, Cosgrave est également élu pour la circonscription de Cork Borough et démissionne de son siège à Carlow-Kilkenny après l'élection. Une élection partielle a eu lieu le 3 novembre 1927 et le siège est remporté par Denis Gorey, candidat du Cumann na nGaedheal.
| Parti                                                                    | Parti               | Candidat       | Première préférence | %    | Siège | Comptage |
| ------------------------------------------------------------------------ | ------------------- | -------------- | ------------------- | ---- | ----- | -------- |
|                                                                          | Cumann na nGaedheal | Denis Gorey    | 23 007              | 50,3 | 1     | 1        |
|                                                                          | Fianna Fáil         | Michael Skelly | 22 734              | 49,7 |       |          |
| 'Électorat : 61 724 Valide : 45 741 Quota : 22 871 Participation : 74,1% |                     |                |                     |      |       |          |

### September 1927 élections générales
| Parti                                                        | Parti               | Candidat         | Première préférence | %    | Siège | Comptage |
| ------------------------------------------------------------ | ------------------- | ---------------- | ------------------- | ---- | ----- | -------- |
|                                                              | Cumann na nGaedheal | W, T, Cosgrave   | 13 949              | 32,4 | 1     | 1        |
|                                                              | Fianna Fáil         | Thomas Derrig    | 9 891               | 23,0 | 2     | 1        |
|                                                              | Cumann na nGaedheal | Peter de Loughry | 2 516               | 5,8  | 3     |          |
|                                                              | Farmers' Party      | Richard Holohan  | 4 599               | 10,7 | 4     |          |
|                                                              | Parti travailliste  | Edward Doyle     | 4 956               | 11,5 | 5     |          |
|                                                              | Fianna Fáil         | Michael Delaney  | 3 229               | 7,5  |       |          |
|                                                              | Cumann na nGaedheal | Denis Gorey      | 2 541               | 5,9  |       |          |
|                                                              | Sans étiquette      | James Reade      | 1 348               | 3,1  |       |          |
| 'Électorat : ? Valide : 43 029 Quota : 7 172 Participation : |                     |                  |                     |      |       |          |

### Juin 1927  élections générales
| Parti                                                        | Parti                 | Candidat        | Première préférence | %    | Siège | Comptage |
| ------------------------------------------------------------ | --------------------- | --------------- | ------------------- | ---- | ----- | -------- |
|                                                              | Cumann na nGaedheal   | W, T, Cosgrave  | 13 271              | 31,4 | 1     | 1        |
|                                                              | Fianna Fáil           | Thomas Derrig   | 5 408               | 12,8 | 2     |          |
|                                                              | Parti travailliste    | Edward Doyle    | 5 060               | 12,0 | 3     |          |
|                                                              | Farmers' Party        | Richard Holohan | 3 695               | 8,8  | 4     |          |
|                                                              | Cumann na nGaedheal   | Denis Gorey     | 954                 | 2,3  | 5     |          |
|                                                              | Farmers' Party        | Arthur Kavanagh | 3 276               | 7,8  |       |          |
|                                                              | Parti travailliste    | Edmund Wall     | 3 096               | 7,3  |       |          |
|                                                              | Fianna Fáil           | Michael Skelly  | 2 961               | 7,0  |       |          |
|                                                              | National League Party | John Magennis   | 2 096               | 5,0  |       |          |
|                                                              | Fianna Fáil           | Edward McDonald | 1 653               | 3,9  |       |          |
|                                                              | Cumann na nGaedheal   | John Nolan      | 761                 | 1,8  |       |          |
| 'Électorat : ? Valide : 42 231 Quota : 7 039 Participation : |                       |                 |                     |      |       |          |

### 1925 élection partielle
À la suite de la démission du député Seán Gibbons (Cumann na nGaedheal), une élection  partielle a eu lieu le 11 mars 1925. Thomas Bolger (Cumann na nGaedheal) remporte le siège.
| Parti                                                                    | Parti               | Candidat      | Première préférence | %    | Siège | Comptage |
| ------------------------------------------------------------------------ | ------------------- | ------------- | ------------------- | ---- | ----- | -------- |
|                                                                          | Cumann na nGaedheal | Thomas Bolger | 24 142              | 58,9 | 1     | 1        |
|                                                                          | Republican          | Michael Barry | 16 830              | 41,1 |       |          |
| 'Électorat : 63 112 Valide : 40 972 Quota : 20 487 Participation : 64,9% |                     |               |                     |      |       |          |

### 1923 élections générales
| Parti                                                                   | Parti               | Candidat        | Première préférence | %    | Siège | Comptage |
| ----------------------------------------------------------------------- | ------------------- | --------------- | ------------------- | ---- | ----- | -------- |
|                                                                         | Cumann na nGaedheal | W, T, Cosgrave  | 17 709              | 44,1 | 1     | 1        |
|                                                                         | Farmers' Party      | Denis Gorey     | 3 702               | 9,2  | 2     | 4        |
|                                                                         | Cumann na nGaedheal | Seán Gibbons    | 615                 | 1,5  | 3     | 6        |
|                                                                         | Parti travailliste  | Edward Doyle    | 4 783               | 11,9 | 4     | 6        |
|                                                                         | Republican          | Michael Skelly  | 5 641               | 14,1 | 5     | 7        |
|                                                                         | Republican          | Michael Barry   | 4 355               | 10,8 |       |          |
|                                                                         | Farmers' Party      | Edward Broughan | 1 830               | 4,6  |       |          |
|                                                                         | Sans étiquette      | Patrick Gaffney | 803                 | 2,0  |       |          |
|                                                                         | Cumann na nGaedheal | Thomas Bolger   | 723                 | 1,8  |       |          |
| 'Électorat : 62 937 Valide : 40 161 Quota : 6 694 Participation : 63,8% |                     |                 |                     |      |       |          |

### 1922  élections générales
| Parti                                                                   | Parti                   | Candidat            | Première préférence | %    | Siège | Comptage |
| ----------------------------------------------------------------------- | ----------------------- | ------------------- | ------------------- | ---- | ----- | -------- |
|                                                                         | Parti travailliste      | Patrick Gaffney     | 10 875              | 34,8 | 1     | 1        |
|                                                                         | Sinn Féin (pro-traité)  | William T. Cosgrave | 7 071               | 22,6 | 2     | 1        |
|                                                                         | Farmers' Party          | Denis Gorey         | 6 122               | 19,6 | 3     | 3        |
|                                                                         | Sinn Féin (pro-traité)  | Gearóid O'Sullivan  | 2 681               | 8,6  | 4     | 4        |
|                                                                         | Sinn Féin (anti-traité) | Edward Aylward      | 3 365               | 10,8 |       |          |
|                                                                         | Sinn Féin (anti-traité) | James Lennon        | 1 113               | 3,6  |       |          |
| 'Électorat : 51 012 Valide : 31 227 Quota : 6 246 Participation : 61,2% |                         |                     |                     |      |       |          |

### 1921  élections générales
| Parti | Parti     | Candidat            | Première préférence | %   | Siège | Comptage |
| ----- | --------- | ------------------- | ------------------- | --- | ----- | -------- |
|       | Sinn Féin | Edward Aylward      | sans opposition     | N/A | 1     |          |
|       | Sinn Féin | William T. Cosgrave | sans opposition     | N/A | 2     |          |
|       | Sinn Féin | James Lennon        | sans opposition     | N/A | 3     |          |
|       | Sinn Féin | Gearóid O'Sullivan  | sans opposition     | N/A | 4     |          |